# افرايم شاي
افرايم شاي (بالإنجليزية: Ephraim Shay)‏ هو رائد أعمال ومهندس أمريكي، ولد في 17 يوليو 1839 في مقاطعة هورون في الولايات المتحدة، وتوفي في 19 أبريل 1916 في هاربور سبرينغز في الولايات المتحدة.

## وصلات خارجية
- افرايم شاي على موقع الموسوعة البريطانية (الإنجليزية)